# Arlette Laguiller

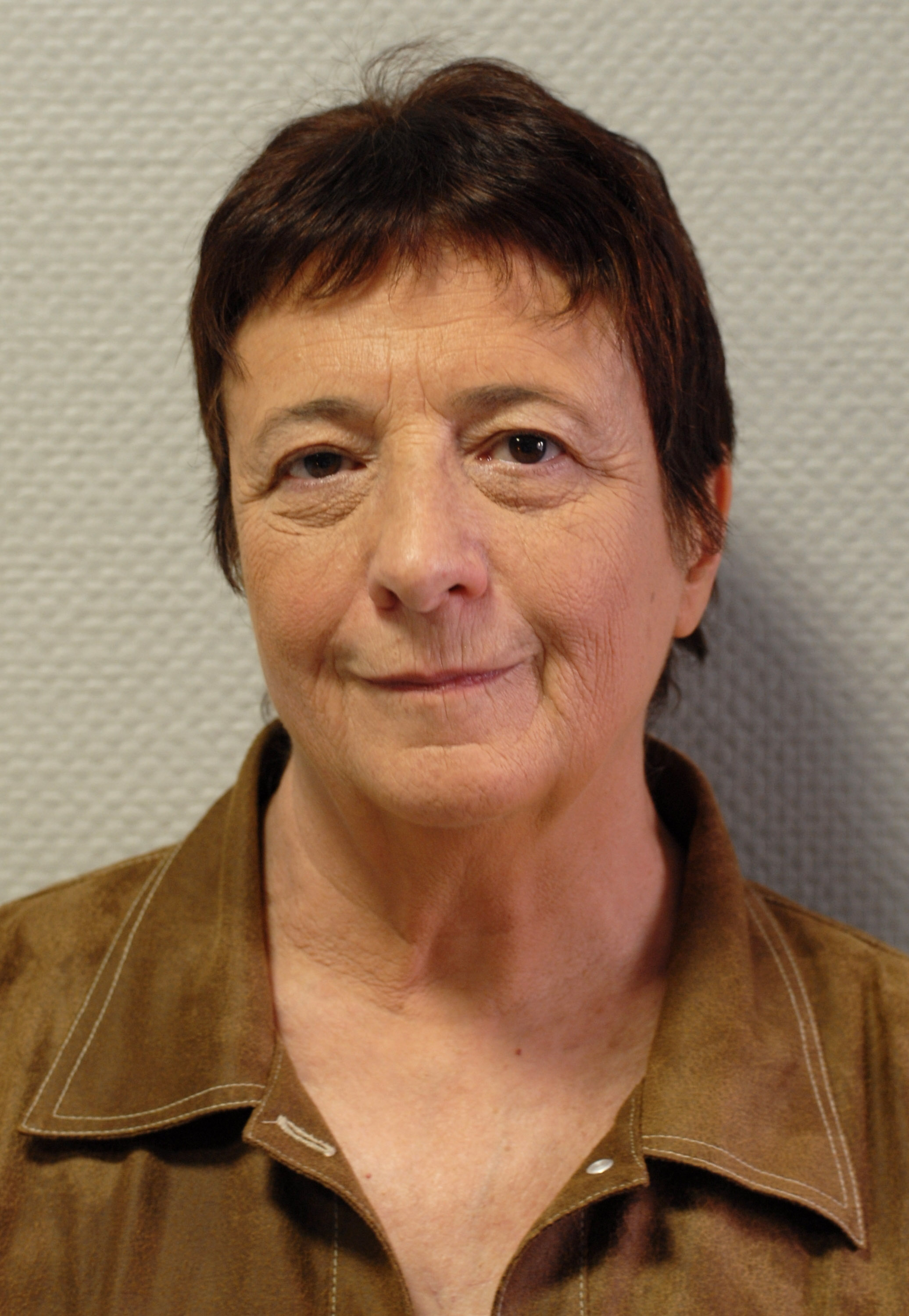
Arlette Laguiller (Toulouse, April 2007)

Arlette Yvonne Laguiller (* 18. März 1940 in Les Lilas, Département Seine-Saint-Denis) ist eine französische Politikerin, die der trotzkistischen Partei Lutte Ouvrière angehört.

## Biographie
Arlette Laguiller wurde am 18. März 1940 in Les Lilas im Département Seine-Saint-Denis nordöstlich von Paris als Tochter einer Arbeiterfamilie geboren und war von Jugend an politisch interessiert. Nachdem sie im Alter von 16 Jahren das Abschlusszeugnis des Collège des Lilas erhalten hatte, begann sie eine Ausbildung zur Schreibkraft bei der Bank Crédit Lyonnais. Als Sekretärin und Gewerkschaftsfunktionärin arbeitete sie bei dieser Bank bis zu ihrem Eintritt in den Ruhestand im Jahr 2000.

## Politische Laufbahn

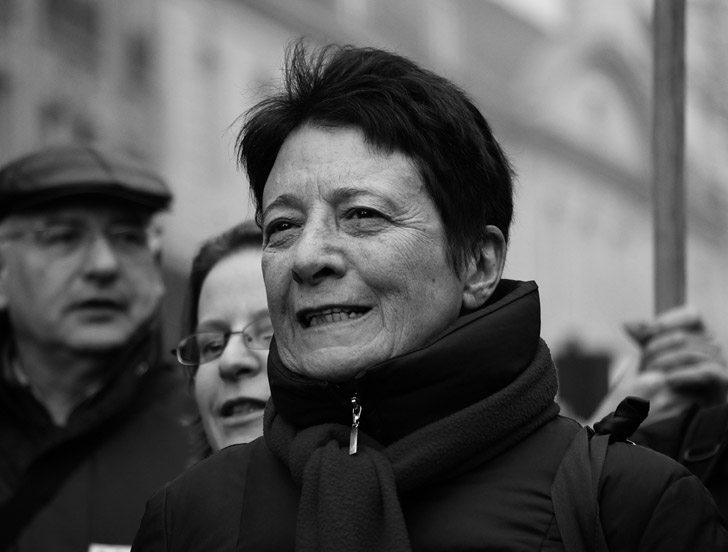
Arlette Laguiller

Im Alter von 20 Jahren setzte Laguiller sich gegen den Algerienkrieg ein. 1960 wurde sie Mitglied der neu gegründeten sozialistischen Partei Parti socialiste unifié (PSU), später trat sie der trotzkistischen Organisation Voix ouvrière bei. In den 1960er Jahren war sie außerdem ein aktives Mitglied der kommunistischen Gewerkschaft Confédération générale du travail (CGT), aus der sie später wegen ihrer revolutionären Ideen ausgeschlossen wurde. Nach der Studentenrevolte und dem Generalstreik im Mai/Juni 1968 wurden linksradikale Organisationen, darunter die Voix ouvrière, durch ein Dekret des Staatspräsidenten, Charles de Gaulle, aufgelöst. Laguiller beteiligte sich daraufhin an der Formierung der linksgerichteten Lutte Ouvrière und wurde 1973 mit 33 Jahren zur nationalen Parteisprecherin (Vorsitzenden) gewählt. 1974 brach ein Streik aus, der sich von Februar bis April auf den gesamten Bankensektor ausdehnte. Mit ihren Mitstreitern überzeugte sie die Mehrheit der Streikenden vom aktiven, von den Angestellten selbst geleiteten Streik, der mithilfe von gewählten Streikkomitees organisiert werden sollte und schließlich erfolgreich verlief.
Am 5. Mai 1974 trat Laguiller als erste Frau bei einer französischen Präsidentschaftswahl an und erhielt 595.247, d. h. 2,3 % der abgegebenen Stimmen. Im Amt der Parteisekretärin (Vorsitzenden) wurde sie jährlich bestätigt und trat bei allen französischen Präsidentschaftswahlen bis 2007 als Kandidatin ihrer Partei an. Im Dezember 2005 erklärte sie, dass sie 2007 zum letzten Mal kandidieren wolle und danach eine junge Aktivistin von Lutte Ouvrière ihren Platz einnehmen solle. Ihre Nachfolgerin wurde Nathalie Arthaud, die seither mehrmals als Spitzenkandidatin antrat.
Von 1999 bis 2004 war Laguiller Abgeordnete im Europäischen Parlament. Sie gehörte dort der Fraktion des europäischen Parteienbündnisses Vereinigte Europäische Linke – Nordische Grüne Linke an und war Mitglied des Ausschusses für soziale Angelegenheiten und Beschäftigung sowie Ersatzmitglied der Delegation im gemischten parlamentarischen Ausschuss für die Assoziation EU-Litauen.

## Trivia
Alain Souchon hat ihr ein Chanson mit dem Titel Arlette Laguiller gewidmet.
Sie wohnt in einer bescheidenen Zwei-Zimmer-Sozialwohnung (HLM) im Viertel Les Lilas bei Paris. Ihr ganzer Stolz und einziger Reichtum sind die gesammelten Werke von Trotzki und Lenin.

## Wichtige Daten
- 1960 Eintritt in die PSU
- 1962 Mitgliedschaft der Gewerkschaft CGT
- 1965 Ausschluss aus der CGT, da sie Trotzkistin ist. Eintritt in die Arbeitergewerkschaft Force ouvrière (FO), wo sie Gewerkschaftsvertreterin wird.
- 1968 Formierung von LO (Lutte Ouvrière), Vorstandsmitglied der LO
- 1971 Kandidatin bei den Kommunalwahlen im 18. Arrondissement in Paris
- 1973 Kandidatin bei den Wahlen zur Nationalversammlung
- 1974 erste weibliche Kandidatin bei den Präsidentschaftswahlen; sie erhält 595.247 Stimmen (2,33 %).
- 1979 Kandidatin bei der Europawahl an der Spitze der Liste der LO/LCR; sie erhält 3,09 % der Stimmen. (LCR: Ligue communiste révolutionnaire; ebenfalls eine trotzkistische Partei)
- 1981 Kandidatin bei den Präsidentschaftswahlen; sie erhält 668.057 Stimmen (2,30 %).
- 1988 Kandidatin bei den Präsidentschaftswahlen; sie erhält 1,99 % der Stimmen.
- 1995 Kandidatin bei den Präsidentschaftswahlen, sie erhält 5,3 % der Stimmen.
- 1998–2004 Mitglied des Regionalrats der Île-de-France
- 1999–2004 Europaabgeordnete
- 21. April 2002  Kandidatin bei den Präsidentschaftswahlen; sie erhält 5,72 % der Stimmen und liegt damit im ersten Durchgang auf dem 5. Platz bei 16 Kandidaten.
- 2004 Kandidatin bei der Europawahl auf der Liste der LO-LCR
- 2007 Kandidatin bei den Präsidentschaftswahlen; sie erhält 486.577 Stimmen (1,34 %).

## Werke (Bücher)
- Moi, une militante. 1974.
- Une travailleuse révolutionnaire dans la campagne présidentielle. 1974.
- Il faut changer le monde. 1988.
- C'est toute ma vie. 1996.
- Paroles de prolétaires. 1999.
- Mon communisme. 2002.